# 周大福集團

周大福集團2024年5月前使用的標誌

周大福集團是香港商人鄭裕彤家族擁有的商業集團，旗下主要上市公司包括新世界發展（港交所：17）、周大福珠寶集團（港交所：1929）、新世界百貨中國（港交所：825）和新創建集團（港交所：659）。

## 历史
現時持有在香港上市的新世界發展有限公司45.24%控制性股權，股價市值超過30億美元；集團控制及管理在香港、內地及世界各地不同性質的業務，包括有酒店、房地產、設施管理、建築、百貨零售、公共交通、電訊、道路網、自來水、電力及金融服務業，控制公司包括新創建及協興建築等。
2011年5月9日，以平均價每股4.81元購入佐丹奴2.18億股，斥資10.5億元購入佐丹奴14.58%股權，成為最大單一股東。
2011年7月20日，入股倫敦社會保障房管理公司Pinnacle 42.67%股權。
2012年5月27日周大福總投資逾100億人民幣在珠江新城興建廣州周大福金融中心（廣州東塔），項目總投資逾100億（人民幣，下同），樓高約530米，建成後將是華南第一高樓，地皮於2008年由周大福集團以15.5億投得，擬建設施包括五星級酒店、國際化公寓、國際標準甲級寫字樓和商場。
2012年1月底，周大福珠寶向CTF Holding發行約1.04億股股份，涉及金額約104.25億元，完成後已繳股本金額增至120億元，但股權架構不變。
2014年10月31日，周大福企業，於場外以每股均價0.09美元，買入4.96億股綠森集團股份，涉資逾4,465萬美元（約3.5億元），周大福企業持好倉62.82%，成為綠森大股東。
2014年1月15日周大福企業與非洲銀行Investec合營的飛機出租財團以5.07億美元（約39.54億港元）作價，向科威特廉航Jazeera Airways購入15架空中巴士A320客機。
2015年1月27日，新世界發展以17.79億現金向大股東周大福企業購入其持有的北角吉祥大廈40%業權，令新世界持有吉祥大廈的業權升至90%，另外10%權益由該公司若干附屬公司的主要股東Good Step持有，該地盤位於英皇道704及706號、健康東街14號與禮信街1號，以及英皇道708及710號與禮信街3及5號，整個項目包含14幢舊樓合共504個業權，地盤總面積約32,500方呎，若以商業發展最高地積比15倍計，可建樓面面積約487,500方呎。
2015年12月29日周大福企業於場外以11.99元認購銀河證券1.98億股，涉資23.7億元，持股量5.36%。
2015年12月29日恆大向周大福企業以及新世界中國，收購位於四川、青島、上海及北京等6個地產項目，涉資達204億元人民幣，包括131億元向周大福企業收購四個地產項目。
2017年3月15日周大福企業以40億澳元（31億美元／約238.9億港元）收購西澳大利亚最大的電力零售商Alinta Energy Holdings Ltd.100%股權。
2017年3月15日周大福企業全購維多利亞教育機構（VEO）（維多利亞幼稚園）8所分校，包括下康、中康、上康、海峰園、海怡、寶翠、何文田及君匯港校舍，並由明年1月31日起接手經營。
2018年4月17日周大福企業與遠東發展分別出資逾2.45億澳元（約14.78億港元），各認購澳洲博彩營運商Star Entertainment 45825萬股，成為該公司具重要性的股東，兩間企業的持股量分別為4.99%
2019年7月26日新世界發展以40.1億元（人民幣‧下同）向向大股東周大福企業收購位於浙江省寧波市中心商務區三江口的寧波新世界廣場項目餘下51%權益
2020年11月2日周大福公布，成功研發結合尖端人工智能及區塊鏈技術的「周大福人工智能鑽石鑒定證書」，並即將推出市面，借助人工智能及大數據分析鑽石的顏色和淨度，並採用數字化鑽石評級新標準，助顧客更易理解鑽石的分級和特質，更有助減低人為誤差的風險。 

## 周大福控股旗下投資
- 啟德體育園75%[2]
- 新世界發展45.24%
- 新創建集團75.618%
- 周大福珠寶集團72.48%
- 瑰麗酒店集團
- 周大福能源公司100%
- 阿林塔能源（英语：Alinta Energy）
- Star Entertainment2.81%
- 中国平安保险3.4%  194.48億港元
- 佐丹奴24.28%
- 綜合環保46.93%
- 新時代能源65.91%
- 澳門旅遊娛樂9.6%
- 澳博控股0.10%
- 周大福教育集團成員維多利亞教育機構（維多利亞幼稚園）
- 聯合醫務15.48%
- 上海四季酒店77%11.64億港元
- 青島唐島灣項目50%11.83億人民幣
- 上海青浦土地F及G地塊90%24.32億人民幣
- 愛蝶灣
- 武漢周大福金融中心
- 廣州周大福金融中心
- 天津周大福金融中心
- 前海周大福金融大廈北塔
- 千禧新世界香港酒店
- 澳洲昆士蘭布里斯班Queen's Wharf Brisbane娛樂城及綜合度假村開發項目25%
- 前海（香港）全球商品購物中心
- 周大福商業中心（潮流特區）
- 巴哈馬度假村 Baha Mar Resort
- 澳洲布里斯本皇后碼頭綜合度假村
- 會安南綜合度假村
- 有線寬頻

## 周大福珠寶

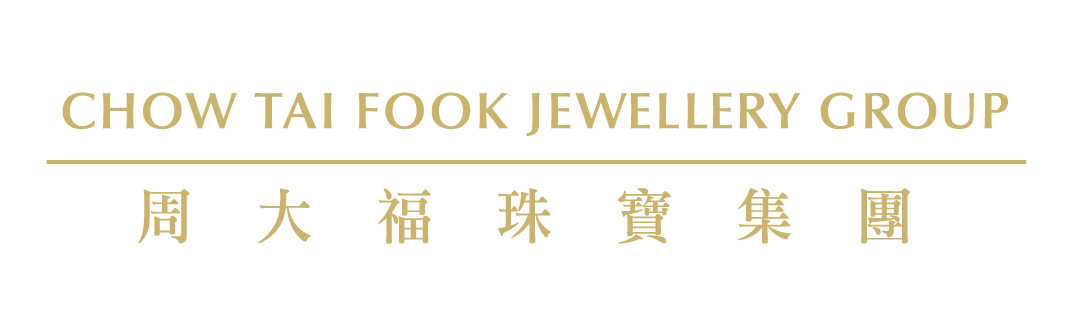
周大福珠寶標誌

主要經營周大福珠寶集團之珠寶首飾零售及製作業務，在中國珠寶首飾行業裡，每年銷售額佔市場第一位。周大福同時亦為全球最大鑽石胚供應商 De Beers Group的指定交易商之一，獲直接配售天然鑽石原胚。周大福於順德及香港亦設有首飾加工廠房，員工3000多人，每年生產首飾超過250萬件。
周大福是香港的一間著名的珠寶零售商，由周至元1929年在廣州河南洪德路創立，1938年及1939年分別在澳門及香港開業，並於1947年由女婿鄭裕彤接手經營至今。
周大福是中國大陸及港澳地區的最大珠寶零售商，2010年在內地的市場占有率為12.6%，港澳地區為20.1%。60%是自營店舖，餘下近30%是特許經營，20%是合營。
2011年11月25日，周大福珠寶集團有限公司於香港交易所上市。
2014年6月18日，周大福珠寶集團宣布，將以現金總代價1.5億美元，收購美國著名鑽飾公司Hearts On Fire Company LLC。
2017年11月7日，周大福官方微博宣布中國女演員趙麗穎出任該集團的首位形象大使。
2018年5月，周大福宣布與 GIA 攜手合作通過區塊鏈向消費者提供數碼鑽石鑒定證書
2020年1月，周大福宣布收購天然彩寶大師ENZO。
2024年6月，深圳工廠的生產製造業務停工，停產期限及後續安排將視乎市場環境及集團計畫等情況而定。

## 店舖分佈
截至2024年12月31日，周大福珠寶集團共有7,065個零售點，於中國內地開設6,904個零售點，中國香港、中國澳門以及其他市場開設161個零售點。2025財年第三季度淨關閉281個零售點。
 

## 財務表現
2025財政年度上半年，周大福珠寶集團的營業額為39,408百萬港元。經營溢利為6,776百萬港元。股東應佔溢利為2,530百萬港元，每股盈利為0.25港元。

## 爭議
2014年，周大福於柬埔寨拍攝其中一輯廣告，但廣告用上被喻為貧窮國度的不幸兒童來反襯新人的幸福，結果被市民及網民狠批。
同年，周大福珠寶公司公關副總監在社交網站上發表侮辱女性的言論，引來市民猛烈抗議，更有市民表示要罷買其公司的產品。周大福回應媒體時表示事先並不知道有關留言，強調不代表公司，並指該留言不恰當及具有冒犯性。

## 外部連結
- 周大福珠寶集團網站（页面存档备份，存于）
- 周大福珠寶時尚網站（页面存档备份，存于）
- 周大福（香港）網絡旗艦店（页面存档备份，存于）
- 周大福官方專頁 Chow Tai Fook的Facebook專頁
- chowtaifookmoments的Instagram帳戶
- chowtaifookeshop的Instagram帳戶
- YouTube上的chowtaifook1929頻道